# 傑夫·鮑曼
傑夫·鮑曼（英語：Jeff Bauman）是美國男作家。他是2013年波士頓馬拉松爆炸案中的受害者，並也因此失去了雙腿。鮑曼與他人合著的同名回憶錄被改編成電影《你是我的勇氣》（2017年）。

## 私人生活
鮑曼是老傑夫·鮑曼（Jeff Bauman Sr.）與派蒂·鮑曼（Patty Bauman）的兒子。2014年2月，他與艾琳·荷莉（Erin Hurley）訂婚，並於同年11月結婚。他們的第一位女兒於7月出生。夫妻倆於2017年2月離婚。在2013年波士頓馬拉松爆炸案發生之前，鮑曼曾在好市多的熟食櫃台工作3年。2014年6月，鮑曼重回工作崗位。

## 爆炸事件
爆炸發生前，鮑曼在2013年波士頓馬拉松的終點線等候參與比賽的荷莉及她的兩名室友。終點線的炸彈爆炸時，荷莉距離終點線約有1英里遠。爆炸的當下，正朝著參賽者揮舞國旗的卡洛斯·艾雷東多，第一時間跳過圍欄跑向鮑曼，撲滅了鮑曼衣服上的火並守在他身邊，且幫忙把他抬上救護車。在這段時間中，美聯社的查爾斯·克魯帕（Charles Krupa）拍攝了一張頭戴牛仔帽的艾雷東多協助鮑曼上救護車的照片。

## 事後
鮑曼的手術於爆炸當天完成，他的雙腿膝蓋以下被截肢。由於他大量失血，醫師必須讓他保持清醒，同時也須持續輸血及注入體液。鮑曼在凌晨1點時動了另一項手術，處理爆炸所造成的鈍挫傷。他在手術後通報當局，隨後接受了聯邦調查局（FBI）探員的調查，並對塔米爾南·沙尼耶夫進行描述。鮑曼表示，他看見了一名恐怖份子。他的描述有助於縮小調查的範圍。爆炸發生4星期後，鮑曼出院。他獲得了一雙全新的義肢，每支要價10萬美元。該義肢由奧托博克公司製作，並設有能跟上他步履的微型處理器。幾天後，鮑曼與艾雷東多一同主持了波士頓紅襪的開球儀式。
2013年9月，鮑曼宣布他將出版一本有關馬拉松的事和他一生經歷的回憶錄。該書籍由鮑曼與布萊特·威特（Bret Witter）合著。《紐約時報》的攝影師喬許·黑納（Josh Haner）紀錄了鮑曼的康復過程，並因此獲得了普立茲獎。鮑曼的書《Stronger》於2014年4月發行，適逢2013年波士頓馬拉松爆炸案的1週年。根據鮑曼撰寫的回憶錄改編而成的電影《你是我的勇氣》由傑克·葛倫霍與塔緹安娜·瑪斯蘭尼主演，於2017年9月22日在美國上映。